# Nuoto ai XVII Giochi del Mediterraneo - 200 metri stile libero maschili
Le gare di nuoto nella categoria 200 metri stile libero maschili si sono tenute il 24 giugno 2013 al Yeni Olimpik Yüzme Havuzu di Mersin.

## Calendario
Fuso orario EET (UTC+3).
| Data      | Ora   | Turno    |
| --------- | ----- | -------- |
| 24 giugno | 9:40  | Batterie |
| 24 giugno | 18:05 | Finale   |

## Risultati
I 20 atleti vengono inquadrati in tre batterie rispettivamente da 6, 7 e 7 nuotatori ciascuna. Si qualificano alla finale i primi otto tempi.

### Batterie
| Pos. | Nome                   | Nazione   | Tempo   | Batt. | Corsia | Note |
| ---- | ---------------------- | --------- | ------- | ----- | ------ | ---- |
| 1    | Ahmed Mathlouthi       | Tunisia   | 1'50"42 | 2     | 4      | Q    |
| 2    | Velimir Stjepanović    | Serbia    | 1'50"49 | 2     | 5      | Q    |
| 3    | Stefan Sorak           | Serbia    | 1'50"89 | 2     | 6      | Q    |
| 4    | Marwan Elkamash        | Egitto    | 1'51"14 | 1     | 3      | Q    |
| 5    | Alex Di Giorgio        | Italia    | 1'51"26 | 1     | 4      | Q    |
| 6    | Simon Guerin           | Francia   | 1'51"44 | 1     | 5      | Q    |
| 7    | Andreas Vazaios        | Grecia    | 1'51"84 | 2     | 7      | Q    |
| 8    | Oussama Mellouli       | Tunisia   | 1'51"89 | 3     | 4      | Q    |
| 9    | Nezir Karap            | Turchia   | 1'52"26 | 3     | 3      |      |
| 10   | Martin Bau             | Slovenia  | 1'52"31 | 1     | 2      |      |
| 11   | Gianluca Maglia        | Italia    | 1'52"45 | 3     | 5      |      |
| 12   | Ganesh Pedurand        | Francia   | 1'52"60 | 3     | 6      |      |
| 13   | Odyssefs Meladinis     | Grecia    | 1'53"10 | 2     | 2      |      |
| 14   | Gerard Rodríguez López | Spagna    | 1'54"62 | 1     | 6      |      |
| 15   | Marko Blazhevski       | Macedonia | 1'54"68 | 1     | 7      |      |
| 16   | Mehdi El Hazzaz        | Marocco   | 1'56"09 | 3     | 7      |      |
| 17   | Doğa Çelik             | Turchia   | 1'56"76 | 2     | 3      |      |
| 18   | Gorazd Chepishevski    | Macedonia | 2'03"46 | 3     | 1      |      |
| 19   | Yousuf Eltagouri       | Libia     | 2'15"44 | 2     | 1      |      |
| 20   | Ahmed Mahmoud          | Egitto    | -       | 3     | 2      | DNS  |

### Finale
| Pos. | Atleta              | Nazionalità | Tempo   | Corsia |
| ---- | ------------------- | ----------- | ------- | ------ |
|      | Velimir Stjepanović | Serbia      | 1'47"00 | 5      |
|      | Oussama Mellouli    | Tunisia     | 1'49"21 | 8      |
|      | Simon Guerin        | Francia     | 1'49"25 | 7      |
| 4    | Ahmed Mathlouthi    | Tunisia     | 1'49"44 | 4      |
| 5    | Marwan Elkamash     | Egitto      | 1'49"76 | 6      |
| 6    | Alex Di Giorgio     | Italia      | 1'50"55 | 2      |
| 7    | Andreas Vazaios     | Grecia      | 1'50"95 | 1      |
| 8    | Stefan Sorak        | Serbia      | 1'51"77 | 3      |